# DPH6
DPH6 (англ. Diphthamine biosynthesis 6) – білок, який кодується однойменним геном, розташованим у людей на 15-й хромосомі. Довжина поліпептидного ланцюга білка становить 267 амінокислот, а молекулярна маса — 30 307.
| 10         |  | 20         |  | 30         |  | 40         |  | 50         |
| ---------- |  | ---------- |  | ---------- |  | ---------- |  | ---------- |
| MRVAALISGG |  | KDSCYNMMQC |  | IAAGHQIVAL |  | ANLRPAENQV |  | GSDELDSYMY |
| QTVGHHAIDL |  | YAEAMALPLY |  | RRTIRGRSLD |  | TRQVYTKCEG |  | DEVEDLYELL |
| KLVKEKEEVE |  | GISVGAILSD |  | YQRIRVENVC |  | KRLNLQPLAY |  | LWQRNQEDLL |
| REMISSNIQA |  | MIIKVAALGL |  | DPDKHLGKTL |  | DQMEPYLIEL |  | SKKYGVHVCG |
| EGGEYETFTL |  | DCPLFKKKII |  | VDSSEVVIHS |  | ADAFAPVAYL |  | RFLELHLEDK |
| VSSVPDNYRT |  | SNYIYNF    |  |            |  |            |  |            |

A: Аланін

C: Цистеїн

D: Аспарагінова кислота

E: Глутамінова кислота

F: Фенілаланін

G: Гліцин

H: Гістидин

I: Ізолейцин

K: Лізин

L: Лейцин

M: Метіонін

N: Аспарагін

P: Пролін

Q: Глутамін

R: Аргінін

S: Серин

T: Треонін

V: Валін

W: Триптофан

Кодований геном білок за функціями належить до лігаз, фосфопротеїнів. 
Задіяний у такому біологічному процесі, як альтернативний сплайсинг. 
Білок має сайт для зв'язування з АТФ, нуклеотидами. 